# Phillip Violett
Phillip Violett (* 28. Mai 1985) ist ein kanadischer Biathlet.
Phillip Violett studiert an der Northern Michigan University und startet für den Ski Club Vail. Im Biathlon-NorAm-Cup 2009/10 wurde er 18. der Gesamtwertung. Erste internationale Meisterschaft wurden die Nordamerikanischen Meisterschaften im Biathlon 2010 in Fort Kent, bei denen Violett als bester Kanadier im Sprint trotz des Verfehlens aller Scheiben Siebter wurde. Siebter wurde er auch im Verfolgungsrennen. Im Massenstartrennen kam er auf den 13. Platz und zeigte erneut eine schlechte Schießleistung mit 15 Fehlschüssen bei 20 Versuchen. In der Saison 2010/11 des Biathlon-NorAm-Cups konnte der Kanadier sich beim Verfolgungsrennen in Jericho als Zweiter hinter Wynn Roberts und vor Beau Thompson erstmals auf einem Podiumsrang platzieren. Dabei verbesserte er sich vom sechsten Rang des Sprints um vier Positionen. In der Gesamtwertung wurde er 21.

## Belege
1. ↑  Sprintresultate NorAM 2010 (Seite nicht mehr abrufbar, festgestellt im Mai 2019. Suche in Webarchiven)  Info: Der Link wurde automatisch als defekt markiert. Bitte prüfe den Link gemäß Anleitung und entferne dann diesen Hinweis. (PDF; 54 kB)
2. ↑  Ergebnisliste Verfolgung NorAM 2010 (Seite nicht mehr abrufbar, festgestellt im Mai 2019. Suche in Webarchiven)  Info: Der Link wurde automatisch als defekt markiert. Bitte prüfe den Link gemäß Anleitung und entferne dann diesen Hinweis. (PDF; 165 kB)
3. ↑  Resultate Massenstart NorAM 2010 (Memento des Originals vom 6. Mai 2014 im Internet Archive)  Info: Der Archivlink wurde automatisch eingesetzt und noch nicht geprüft. Bitte prüfe Original- und Archivlink gemäß Anleitung und entferne dann diesen Hinweis. (PDF; 257 kB)
4. ↑  Resultate NorAM-Cup Jericho 2011 (Memento des Originals vom 13. Februar 2014 im Internet Archive)  Info: Der Archivlink wurde automatisch eingesetzt und noch nicht geprüft. Bitte prüfe Original- und Archivlink gemäß Anleitung und entferne dann diesen Hinweis. (PDF; 58 kB)

| Personendaten    | Personendaten        |
| ---------------- | -------------------- |
| NAME             | Violett, Phillip     |
| KURZBESCHREIBUNG | kanadischer Biathlet |
| GEBURTSDATUM     | 28. Mai 1985         |